# Venomous Concept
A Venomous Concept egy hardcore punk supergroup. 2004-ben alakultak meg. Lemezeiket az Ipecac Recordings (Mike Patton lemezkiadó cége) jelenteti meg. Nevük szójáték a klasszikus Poison Idea punkzenekar nevével, hiszen az angol nyelvben a "venom" és a "poison" szavak egyaránt mérget jelentenek, illetve a "concept" és az "idea" szavak is hasonló jelentéssel bírnak. Pályafutásuk alatt három nagylemezt, és két split-lemezt jelentettek meg. Egészen a mai napig aktív az együttes. A Venomous Concept továbbá a Napalm Death számtalan mellék-projektjének egyikének számít, hiszen a ND két tagja, Shane Embury és Danny Herrera is szerepelnek a zenekarban.

## Tagok
- Shane Embury - gitár
- Danny Herrera - dobok
- Dan Lilker - basszusgitár
- Kevin Sharp - éneklés
- John Cooke - gitár

Korábbi tagok
- Buzz Osborne - gitár

## Diszkográfia
- Retroactive Abortion (stúdióalbum, 2004)
- Poisoned Apple (stúdióalbum, 2008)
- Kick Me Silly VCIII (stúdióalbum, 2016)

## Egyéb kiadványok
- Split lemez a 324-gyel (pontos cím ismeretlen, 2006)
- Split lemez a Blood Dusterrel (pontos cím ismeretlen, 2008)